# 塞拉瓦莱-斯克里维亚
塞拉瓦莱-斯克里维亚（義大利語：Serravalle Scrivia），是意大利亚历山德里亚省的一个市镇。总面积16.02平方公里，人口6373人，人口密度397.8人/平方公里（2009年）。ISTAT代码为006160。